# Régi idők focija
Pour plus de détails, voir Fiche technique et Distribution.
Régi idők focija est un film hongrois de Pál Sándor sorti en 1973.

## Synopsis
Dans les années 1920, Ede Minarik sacrifie sa vie personnelle pour son équipe de football qui peut prétendre accéder à la première division.

## Fiche technique
- Titre : Régi idők focija
- Titre anglais : Old times' football
- Réalisation : Pál Sándor
- Musique : Zdenkó Tamássy
- Photographie : Elemér Ragályi
- Montage : Éva Kármentõ
- Société de production : Hunnia Filmstúdió
- Pays :  Hongrie
- Genre : Comédie
- Durée : 84 minutes
- Dates de sortie : 
  - Hongrie : 29 novembre 1973

## Distribution
- Dezső Garas : Ede Minarik
- Tamás Major : M. Kerényi
- László Márkus : Turner Pipi
- Hédi Temessy : la femme au chapeau
- Cecília Esztergályos : Ila
- Gabriella Szabó : la fille au pain